# Palladio Orchestra

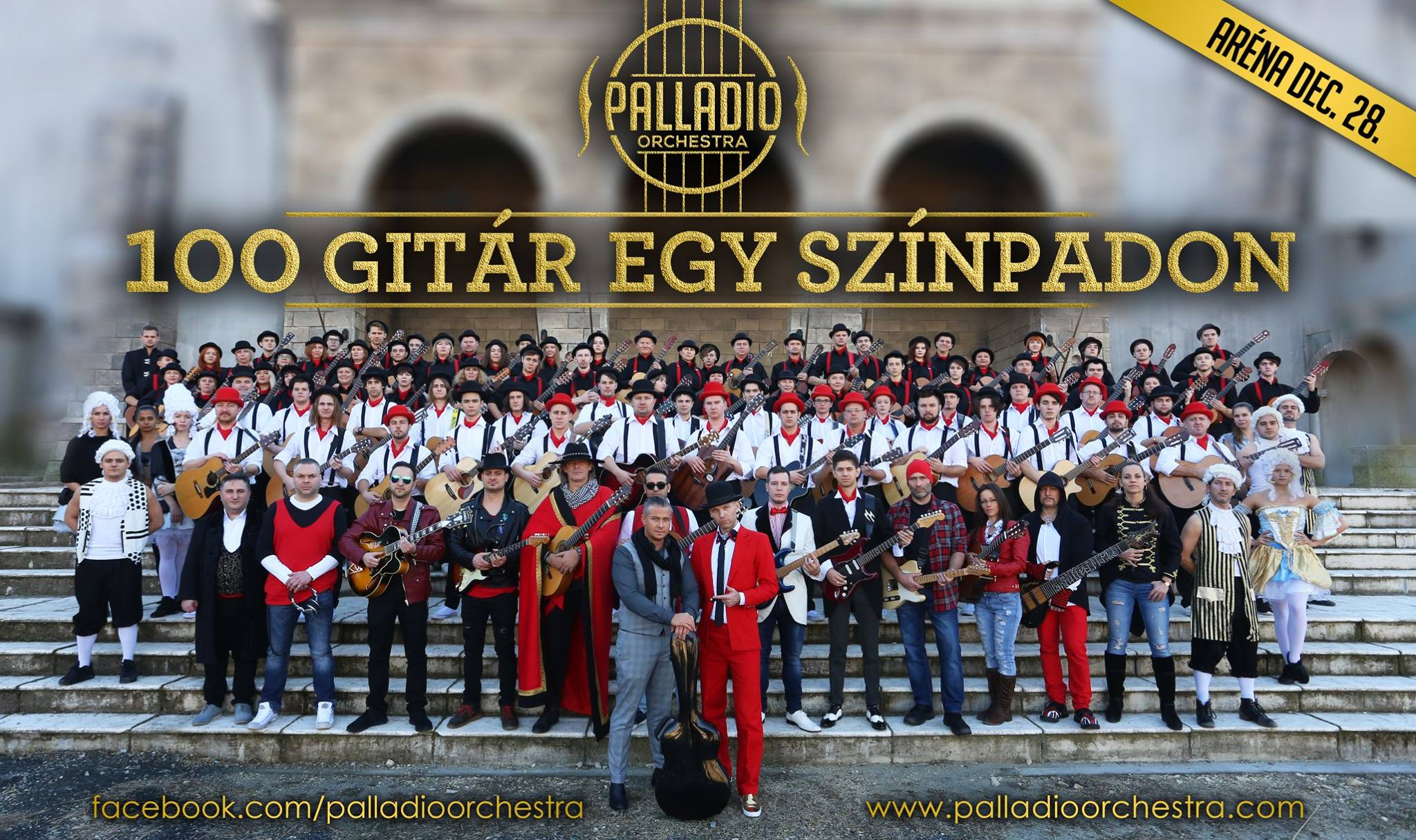

A Palladio Orchestra 100 gitárosból, 2 énekesből és egy dj-ből álló formáció.
A zenekar 2015-ben alakult, a produkció akkori zeneszerzője Czomba Imre, kreatív vezetője Csapó Ádám, producere pedig Rácz László. A zenekar vezetője Bernáth Ferenc.
A formáció 2016 őszétől és a decemberi Budapest Sportaréna koncertjüket követően vált ismertebbé, de már azelőtt is aktívak voltak. Részt kaptak az X-Faktor egy adásában, kíséretként a We Will Rock You / Somebody to Love / Don’t Stop Me Now dalokat tartalmazó Queen-egyvelegben.
2024-ben új show műsort jelentettek be. Melyet 2025 januárjában mutatnak be és a Palladio Orchestra hét szólistája zólistája vesz részt.
2024-től a zenekar és az új show műsor producere Csapó Ádám, zenei producere Nagy László Gitano, a zenekar vezetője Bernáth Ferenc.

## Előadók

### Szólisták
A zenekar alapító-vezetője, összekötő eleme Bernáth Ferenc  aka The BOSS (klasszikus gitárművész, zeneszerző, Gitár Mágia, Kettős Parafrázis),
- Balogh Roland aka Finucci (Jellinek / Babos duók, Finucci Bros., session muzsikus)
- Barta Zsolt aka Chef (Jelasity duó,#yeahla, bmc formációk )
- Berkesi Alex aka Hammer (basszusgitár szólista, Alma zenekar, Periferic Records, Kyra)
- Dian Róbert aka Gringo (Verebes consort , Orbis Zeneműhely Ippolit Matvejevics, Pater Noster, Mamijamija, Robert Dian Flamenco)
- Fábián Annamária aka Mary (klasszikus gitár szólista)
- Figura Melinda aka Puppet (ének, Garami Funky Staff )
- Havas Lajos aka "Chico"
- Kis Dávid aka "David Klein" (Roundabout, Endorphin Lab)
- Kovács Bálint aka "Axe" (Szolnoki Dóra Bossa Club, - Mihók Anita Duó)
- Rózsa Béla aka "Billy Rose" (bmc fusion, Jazzy (rádió) sessions, fellépett George Benson előzenekarában)
- Smitzer Lajos aka "Dj Smitzer"
- Mackó Miklós aka "Teddy" ( Tonkpils )

### Első gitárosok
Bábel Ádám, Bakos Szabolcs, Csóti Márton, Domiter Áron, Gergely Zsuzsanna, Gyányi Tamás, Juhász Imre, Morvai Tamás, Kovács Norbert , Kurucz Ádám , Mikulecz Benjámin, Nesztinger Kornél, Oláh levente, Rajna Marcell, Rajna Milán, Sándor Donát, Sinka Róbert, Stranigg Miklós , Szadai Roland, Szaszkó Péter (Végtelen zkr, -Winkler duó), Szász Dávid, Takács Gábor, Tóth Richárd, Zatyko Péter

### Kísérő gitárosok
A kijevi Borisz Belszkij vezette Pektorál nevű gitárzenekar